# Herluf Trolle

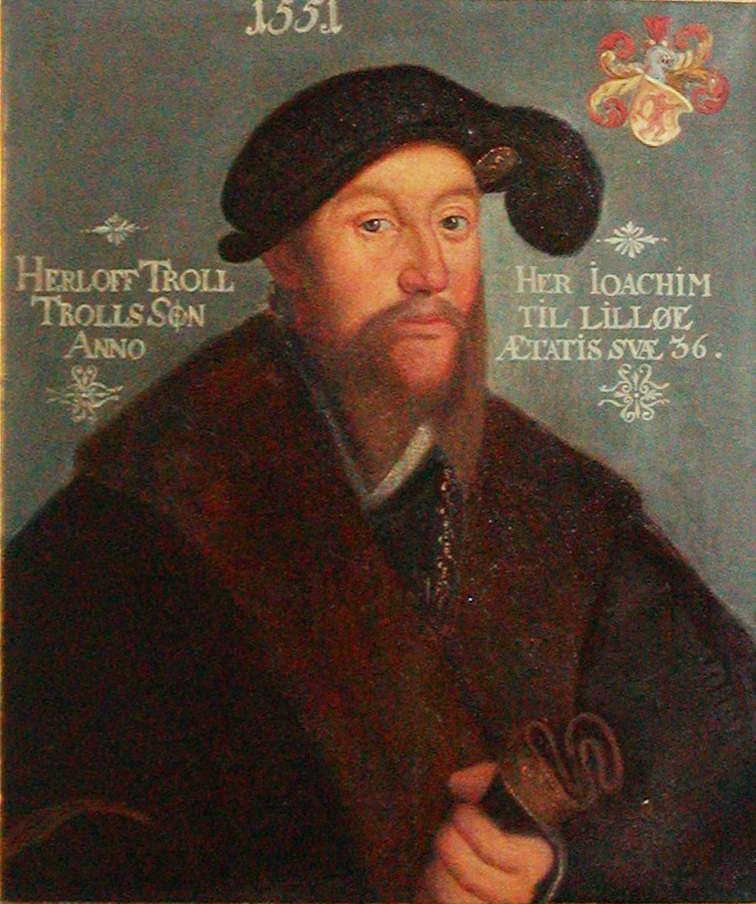
Herluf Trolle (1551), Gemäldesammlung Schloss Frederiksborg

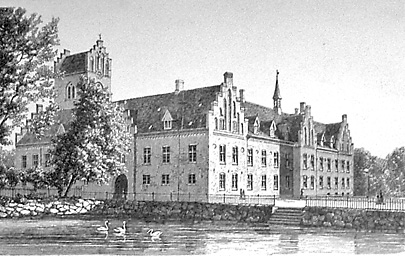
Herlufsholm um 1895

Herluf Trolle (* 14. Januar 1516 auf Schloss Lillö, Gemeinde Kristianstad; † 25. Juni 1565 in Kopenhagen) war ein dänischer Admiral und Seeheld im Dreikronenkrieg. Als Humanist förderte er gemeinsam mit seiner Ehefrau Birgitte Gøye das dänische Schul- und Erziehungswesen, indem sie Lateinschulen finanziell unterstützten, gründeten und betrieben.

## Leben
Trolle entstammte einer Adelsfamilie schwedischen Ursprungs, den Trolle, und wurde als Sohn des Admirals Joachim Trolle († 1546) und dessen Frau Kirstine Herlufsdatter Skave († 1534) geboren. Nach dem Schulbesuch in Kopenhagen studierte Trolle ab dem Wintersemester 1536 an der Universität Wittenberg, wo er die Gedanken und die Lehre Philipp Melanchthons aufnahm, mit dem er auch nach der Studienzeit in Briefkontakt blieb. Er heiratete Birgitte Gøye († 26. Juli 1574), die sehr vermögende Tochter des dänischen Reichshofmeisters Mogens Gøye und wurde selbst 1557 Mitglied des dänischen Reichsrats. Trolle diente den Königen Christian III. sowie Friedrich II. als Berater und Diplomat in wichtigen Missionen.
Sein großer Feind war ein Neffe seiner Frau, der dänische Finanzminister Peder Oxe, gegen den er wegen Unregelmäßigkeiten im Auftrage Friedrichs II. ermitteln musste.
Gemeinsam mit seiner Frau förderte er aus privaten Mitteln das Erziehungswesen. Die beiden gründeten Schulen und regten die Lehre und Forschung an. Die von ihnen 1560 in einem ehemaligen Benediktinerkloster gegründete Internatsschule in Herlufsholm bei Næstved im Südwesten der dänischen Hauptinsel Seeland besteht heute noch als Schule und Internat.
Von seiner gelehrten Frömmigkeit und Dichtkunst zeugen die Übersetzung des Tedeum und mehrerer Psalmen in dänische Verse. Diese Übertragungen waren noch im Gesangbuch der dänischen Volkskirche von 1902 (Psalmebog 1902) vertreten. Die von ihm begründete Bibliothek in Herlufsholm ging 1968 durch Verkauf an die damals neue Universität Odense über.

## Militärischer Werdegang
Trolle wurde unter dem dänischen Oberbefehlshaber der Flotte Admiral Peder Skram 1559 zum Holmadmiral und Inspekteur der Flotte ernannt. Nachdem Peder Skram 1562 im Dreikronenkrieg vor Gotland noch selbst das Kommando innegehabt hatte, wurde Trolle 1563 sein Nachfolger als Oberbefehlshaber der Flotte und Holmadmiral. Am 31. Mai 1564 kam es mit einer Flotte, bestehend aus 21 dänischen Linienschiffen sowie fünf kleineren Einheiten und verstärkt um sechs alliierte Lübecker Linienschiffe unter Friedrich Knebel, zur Seeschlacht zwischen dem Nordende der Insel Öland und der Insel Gotland.
Das schwedische Flaggschiff Makeloes wurde von Lübeckern und Dänen geentert, und der schwedische Admiral Jakob Bagge geriet in Gefangenschaft. Die Makeloes explodierte nach der Enterung und etwa 300 dänische und Lübecker Seesoldaten der Entermannschaft fanden mit den bislang überlebenden schwedischen Mannschaften den Tod. Die verbliebene schwedische Flotte zog sich führerlos in die Stockholmer Schären zurück.
Bei einer weiteren Seeschlacht im Seegebiet zwischen dem Eingang zum Öresund und den Inseln Fehmarn im Westen und Bornholm im Osten traf Trolle am 4. Juni 1565 wieder mit Lübecker Unterstützung und insgesamt 33 Schiffen auf die schwedische Flotte unter dem aus Finnland stammenden schwedischen Admiral Claus Horn. Die Seeschlacht wurde unentschieden abgebrochen, da das Material auf beiden Seiten repariert werden musste. Trolle war ernsthaft verwundet worden, verweigerte aber dem Schiffsarzt die Behandlung, bevor nicht alle Untergebenen behandelt waren.
Er starb an den Folgen seiner Verletzungen am 25. Juni 1565 in Kopenhagen und wurde in der ehemaligen Klosterkirche von Herlufsholm beerdigt. Das Grabmal für ihn und seine Frau († 1574) schuf der flämische Bildhauer Cornelis Floris II.

## Ehrungen
Theodor Fontane beschrieb die Heimkehr des toten Admirals nach Herlufsholm in seiner Ballade Admiral Herluf Trolles Begräbnis. In ihr wird Trolles beispielhafte Mischung von Tapferkeit und freigebiger Frömmigkeit gepriesen.
Die dänische Marine benannte ihm zu Ehren 1899 ein Küstenpanzerschiff Herluf Trolle, das als Typschiff für eine ganze Klasse von Kriegsschiffen namensgebend wurde. 1967–1990 führte eine dänische Fregatte der Peder-Skram-Klasse seinen Namen.